# Basílica del Santo Cristo (Ubaté)
La 'Basílica menor del Divino Salvador, es un templo con el titulo de basílica Menor ubicado en el municipio de la Villa de San Diego de Ubaté, en el departamento de Cundinamarca, Colombia.

## Historia

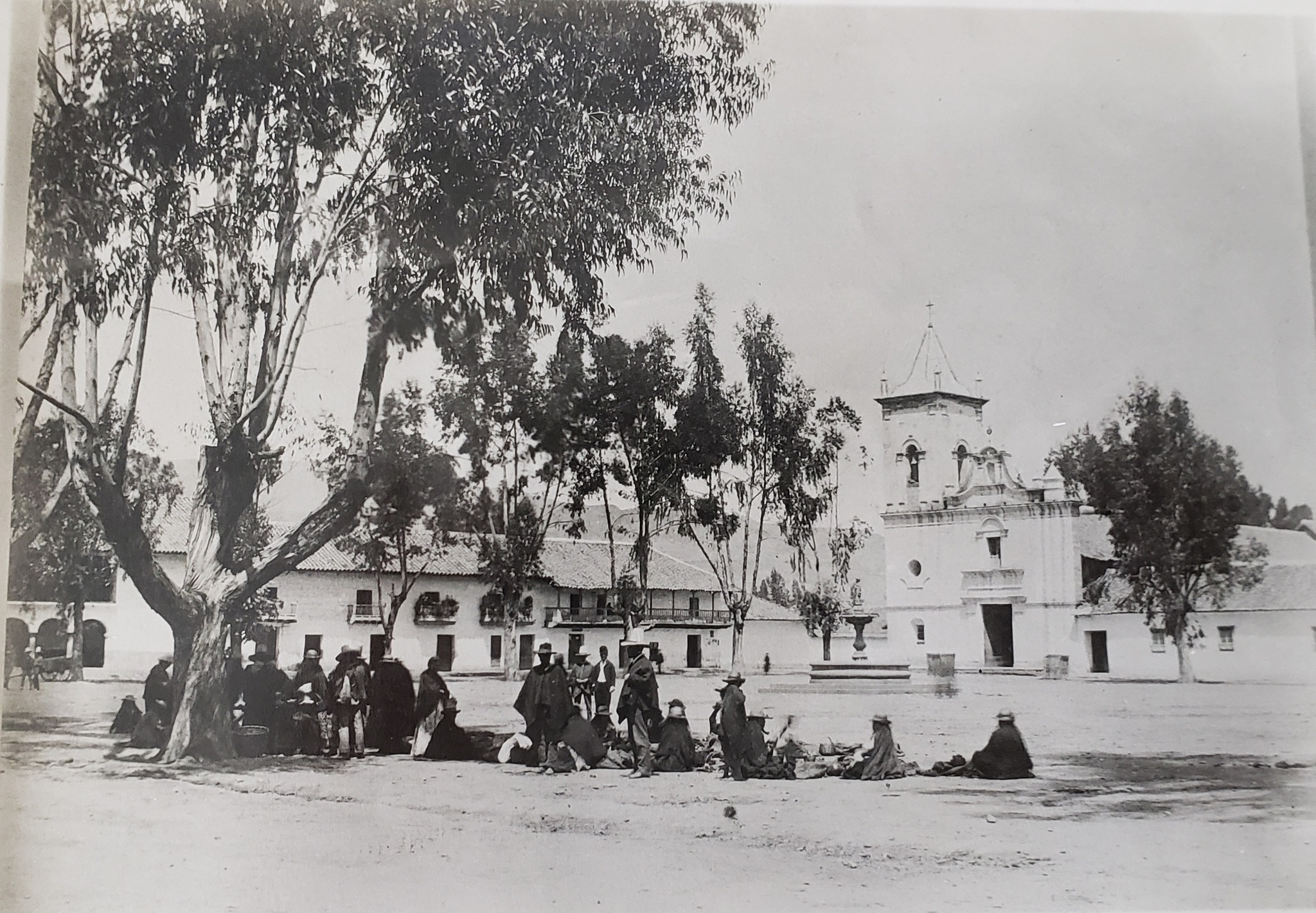
Primer templo de la Villa de San Diego de Ubaté, 1920

El municipio de Ubaté durante el tiempo de la colonia y la independencia fue el centro poblado más grande de la provincia, con los decretos virreinales que organizaban la evangelización de la Nueva Granada, le correspondió a la Orden de Frailes menores (OFM) comúnmente conocidos como franciscanos, llevar la Buena Noticia de Jesucristo a estas comarcas, fueron ellos quienes edificaron en el marco de la plaza principal un templo católico de estilo colonial, donde se impartía la doctrina y se explicaban los misterios de la fe católica, se conoce de su existencia  ya en el año 1639, fecha en la que sucedió el milagro de la renovación de un crucifijo, que había sido esculpido sobre la madera, irónicamente por un platero llamado Don Diego de tapia, por supuesto, la imagen no quedó como se esperaba, careciendo de gracias y armonía, sin embargo los frailes la pusieron en el lateral del templo parroquial.
En 1619, empezaron una serie de manifestaciones prodigiosas, tres humildes oficiales entrar como era su costumbre a orar al templo doctrinero de San Diego de Ubaté, cuando de repente notan como del pecho, rostro y codos de la imagen de Cristo crucificado, brotaba aceite, sorprendidos cuentan a los Frailes Francisco Verganzo y Martin Blasco, quienes corroboran el suceso y con los corporales de la sacristía enjugan el sudor de la imagen e inmediatamente le cambian de lugar y lo acomodan junto al púlpito.

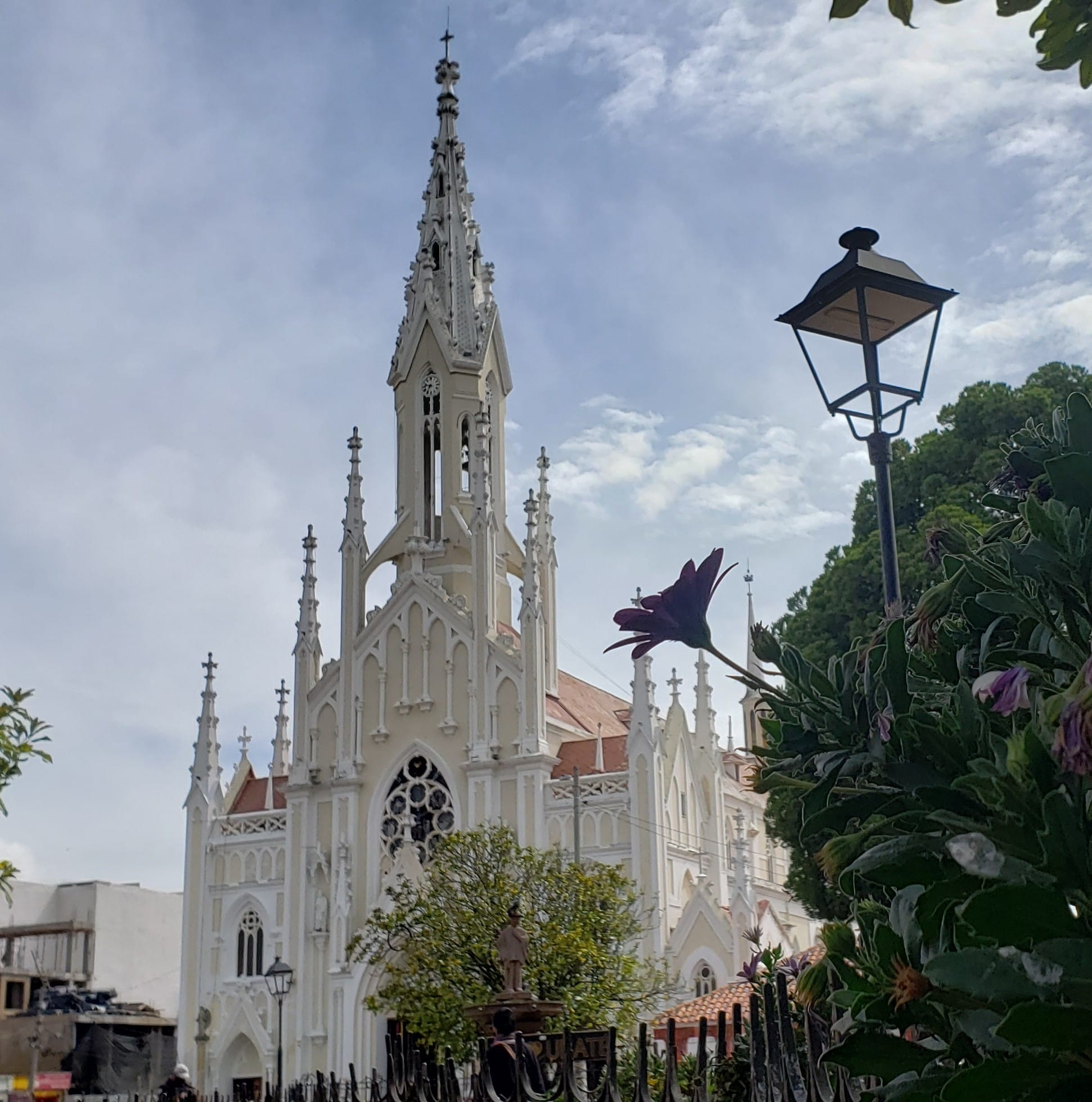
Vista desde el parque principal de la Villa de San Diego de Ubaté

Con el tiempo este suceso de exudación de aceite se torno repetitivo y cada vez que se limpiaba el aceite, la imagen se tornaba cada vez más hermosa, renovándose y perfeccionándose a tal punto que aparecieron las heridas de los azotes de la Pasión.
Es esta imagen custodiada y atesorada en este templo a donde muchos peregrinos desde entonces acuden cada año en romería a visitar, honrar y agradecer los favores del Cristo renovado.
Llegó a tal punto el afecto por el Santo Cristo que los católicos de Ubaté, motivados por los sacerdotes y los funcionarios gubernamentales de inicio del siglo XX decidieron reemplazar el antiguo templo doctrinero, por una nueva construcción diseñada por el arquitecto Luis María Ferresa, estos planos luego fueron modificados por el arquitecto neerlandés Antonio Stoute, quien los hizo más sencillos y elegantes, pensados con un estilo gótico flamígero con detalles barrocos.
La primera piedra del nuevo templo se colocó en 1927 durando aproximadamente 11 años en construcción. Dentro de las personalidades que aportaron a la edificación  estuvieron: el ingeniero y decorador Romelli quién modeló los capiteles junto a los pintores Eulogio y Jaime Rodríguez.

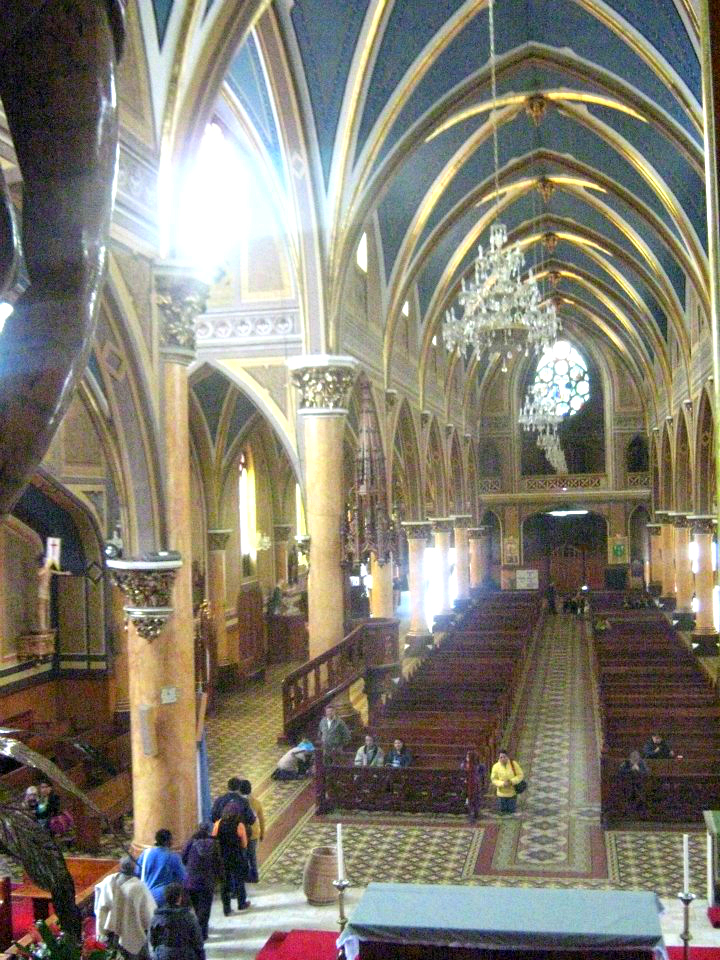
Vista de la Nave Central desde el Camarín del Cristo de Ubaté

En 1939 el templo quedó totalmente terminado, gracias a la gestión y trabajo de los sacerdotes Uriel y Gustavo Rodríguez, quienes desde 1931 habían recibido la parroquia por nombramiento del señor arzobispo de Bogotá, Ismael Perdomo y con la llegada de los vitrales desde la ciudad de Bruselas (Bélgica), definitivamente quedó listo para ser inaugurado y dedicado.
Se fijo el 27 de octubre de 1939 como la fecha para la consagración del templo parroquial, ya que el Dr. Presbítero Uriel Rodríguez, párroco de la municipalidad de Ubaté, estaba en sus bodas de plata sacerdotales.
Presidió esta consagración del nuevo altar el Excelentísimo Mons. Don Luis Andrade Valderrama, obispo auxiliar de Bogotá en representación del arzobispo coadjutor de Bogotá, Excelentísimo Mons. Juan Manuel González Arbeláez.
Dentro de la celebración, se ungió con el Santo Crisma el nuevo altar y se depositaron allí las reliquias de los santos mártires Dignaciano, Digna y Priscila.

## Dignidad de basílica menor
Posteriormente, ante la belleza del templo y a modo de exaltar esta obra arquitectónica y realzar la imagen del Cristo renovado de Ubaté, se iniciaron en 1989 las gestiones ante la santa sede, por parte del excelentísimo Mons. Rubén Buitrago Trujillo, obispo de Zipaquirá, ante la Sede Apostólica y la congregación para el culto divino y la disciplina de los sacramentos, para que fuera elevada a la dignidad de Basílica menor.
El 20 de marzo de 1992 S.S Juan Pablo II confirió al templo parroquial de Ubaté, la dignidad de Basílica menor en honor de Divino Salvador, con todos los privilegios y derechos propios, el 6 de agosto de ese mismo año el Excelentísimo Mons. Paolo Romero, nuncio apostólico de su Santidad en Colombia, inaugura la nueva basílica celebrando una solemne Eucaristía en acción de gracias por el título concedido.

## Descripción
El estilo gótico francés destaca por sus arcos de medio punto e interior barroco, con vitrales monumentales y torres del estilo flamígero asimilándose a llamas de fuego. El interior presenta pisos de mármol y baldosas coloreadas con bóvedas de Crucería azules y columnas redondas con capiteles dóricos. Aun siendo de estilo gótico, la basílica carece de triforio o tribunas, propias de dicho estilo. El transepto de estilo francés (no sobresale de la nave central), está rematado en el crucero por una aguja.
La mayoría de las esculturas, imágenes, retablos y muebles son donativos de personas agradecidas por los milagros atribuidos a Dios, por medio de la imagen del Santo Cristo. Destacan entre estas obras los dos retablos laterales, totalmente tallados en madera, el magnífico baptisterio adornado con la imagen del Bautismo de Jesús, esculpidas por Didimo Rojas, inspiradas en el cuadro de Don Acevedo Bernal, que reposa en la catedral primada de Colombia, también se encuentra un fresco de los maestros Uriel y Fernando Rodríguez.

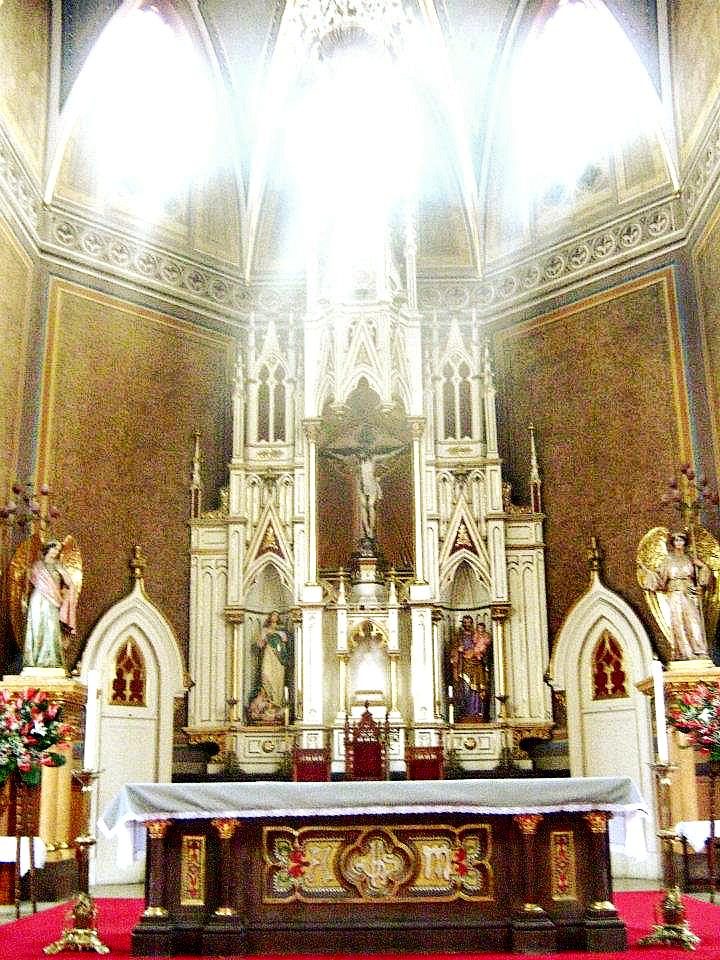
Retablo Mayor con el Camarín del Santo Cristo y el altar mayor, las puertas laterales dan acceso al camarín y a la sacristía. A la izquierda la Inmaculada Concepción, a la Derecha San José.

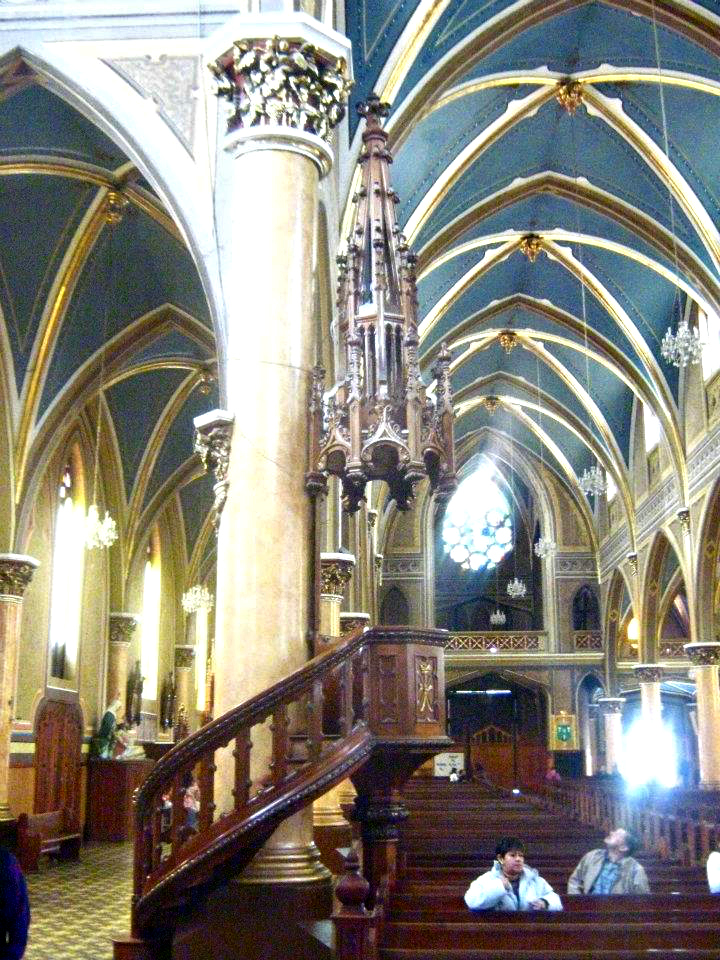
Púlpito de la Basílica ubicado en la parte derecha de la nave central. Talla en madera. Al fondo las puertas y el rosetón.

A la izquierda del templo se encuentra la Casa Cural y edificio pastoral, con una placa que dice que debajo de la puerta principal del templo se encuentran enterrados dos tubos de cristal con el acta de renovación de la imagen del Santo Cristo que se encuentra en la Basílica.

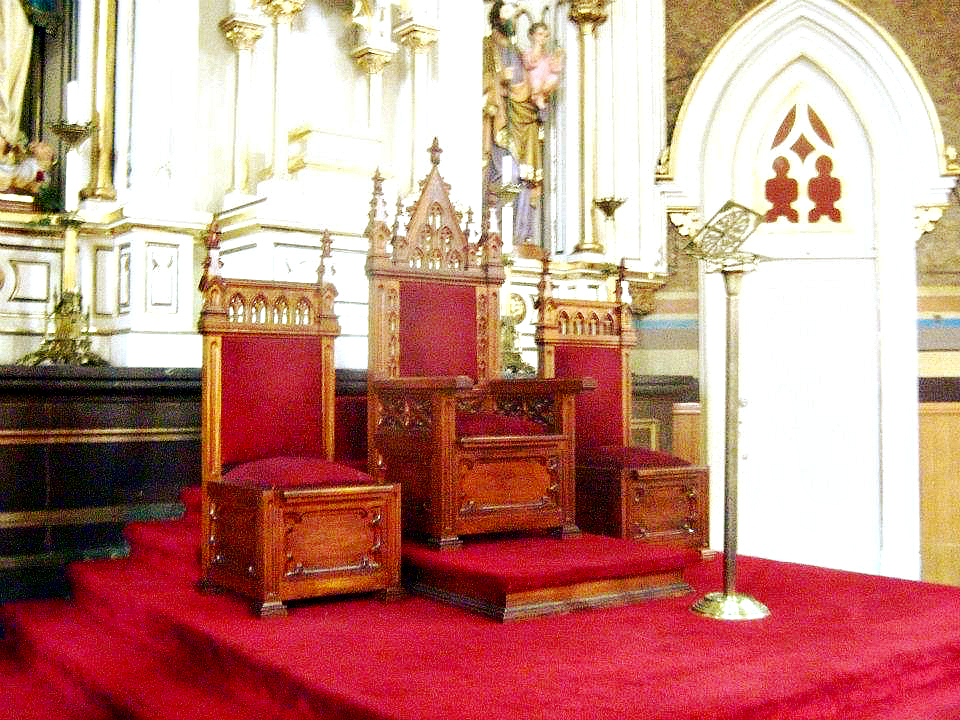
Sede